# Nepalesische Badmintonmeisterschaft 1954
Die Nepalesische Badmintonmeisterschaft 1954 fand in Kathmandu statt. Es war die dritte Auflage der nationalen Titelkämpfe von Nepal im Badminton.

## Titelträger
| Disziplin    | Sieger                      |
| ------------ | --------------------------- |
| Herreneinzel | N. B. Basnyat               |
| Dameneinzel  | Rita Basnyat                |
| Herrendoppel | N. B. Basnyat S. B. Basnyat |
| Damendoppel  | nicht ausgetragen           |
| Mixed        | N. B. Basnyat Rita Basnyat  |